# 芬代尔 (华盛顿州)
芬代尔（英文：Ferndale），是美国华盛顿州霍特科姆县下属的一座城市。根据 2000年美国人口普查，该市有人口8,758人。根据2010年美国人口普查，该市有人口11,415人。而2011年估计该市有11,564人。